# Włodzimierz Kuperberg
Włodzimierz Kuperberg (ur. 19 stycznia 1941) – amerykański matematyk polskiego pochodzenia, profesor Uniwersytetu Auburn w Alabamie, specjalista w dziedzinie geometrii (ponad 30 publikacji) i topologii (również ok. 30 publikacji).
Ojciec profesora Grega Kuperberga, mąż profesor Krystyny Kuperberg.

## Życiorys
Absolwent V Liceum Ogólnokształcącego w Szczecinie. W roku 1959 uzyskał tytuł laureata w olimpiadzie matematycznej. Po ukończeniu studiów na Uniwersytecie Warszawskim emigrował z żoną w 1969 roku do Szwecji, potem zaś do USA.